# Aalap Raju
Aalaap Raju (nacido el 6 de junio de 1979) es un cantante de playback o reproducción indio 
que reside en Chennai. Después de haber trabajado con famosos directores musicales como Harris Jayaraj, Ilaiyaraja, S. Thaman, Imman, Deepak Dev y Devan Ekambaram, en la que incluyes sus famosos éxitos como "Engeyum Kaadhal" de Engeyum Kaadhal, "Enamo Aedho" de Ko, "Anjana Anjana" de Vanthaan Vendraan y "Endhan Kan Munney" de Nanban.

## Biografía
Aalaap proviene de una familia de músicos. Su padre, JM Raju, es un cantante y músico, su madre, Latha Raju es una cantante de playback o fe reproducción al igual que su difunta abuela, Shantha P. Nair. Tiene una hermana llamada Anupama Raju, que también es cantante.

## Carrera
Su carrera empezó a tocar el bajo eléctrico en varias bandas comerciales en Chennai y en otras partes, interpretando varios géneros musicales que van desde la fusión de Carnatic hasta la suavización del jazz. Raju toca el bajo y la guitarra eléctrica para películas, jingles y conciertos en vivo. Como bajista ha realizado más de 200 conciertos por toda la India y en el extranjero. Como bajista, Raju ha trabajado para varias películas con Harris Jayaraj, Ilayaraja, Mani Sharma, GV Prakash, Thaman, Devan Ekambaram, Deepak Dev. y entre otros. También ha tocado en vivo con Ilayaraja, Subramaniam L., Dubier Frank, Roxygen, T. V. Gopalakrishnan y entre otros artistas reconocidos.

## Premios
- 2012: Edison Award for Best Male Playback Singer – "Enamo Aedho" from Ko[1]

## Discografía

### Bandas sonoras
| Año  | Película                    | Canciones       | Idiomas | Compositor          |
| ---- | --------------------------- | --------------- | ------- | ------------------- |
| 2010 | Bale Pandiya                | Happy           | Tamil   | Devan Ekambaram     |
| 2011 | Ko                          | Enamo Aedho     | Tamil   | Harris Jayaraj      |
| 2012 | Oru Kal Oru Kannadi         | Kaadhal Oru     | Tamil   | Harris Jayaraj      |
| 2012 | Oru Kal Oru Kannadi         | Akila Akila     | Tamil   | Harris Jayaraj      |
| 2012 | Muppozhudhum Un Karpanaigal | Mazhai Pozhiyum | Tamil   | G. V. Prakash Kumar |